# Каварна
Каварна (болг. Каварна, гаг. Kavarna) — курортный город в Болгарии. Расположен на побережье Чёрного моря. Находится в Добричской области, административный центр общины Каварна. Население составляет 11,5 тыс. человек.
Город расположен в 64 км от Варны и в 49 км от Добрича на автодороге E 87.
День города — 6 мая — «Георгиев день».
Каждое лето здесь устраивается рок-фестиваль Kavarna Rock Fest, на котором в разные годы выступали Black Sabbath, Glenn Hughes, Ronnie James Dio, Deep Purple, Scorpions, Accept, Manowar и другие всемирно известные исполнители.
6 октября 2012 года в Каварне прошёл Чемпионат мира по полумарафону.

## Экономика
Сегодня экономика города развивается в основном за счет сельского хозяйства. Хотя песчаный пляж города — искусственный и невелик по размерам, существуют надежды на развитие туризма, который может возрасти и за счет спортивного туризма. Рядом с городом построили несколько первоклассных полей для гольфа, одним из которых является комплекс всемирно известного гольфиста Гари Плеера — «Фракийские скалы». В комплекс входят детская площадка, пристань для яхт, роскошные апартаменты и виллы для гостей.
«Камаш-Каварна» является крупнейшим заводом по производству экскаваторов в Болгарии. Завод был приватизирован итальянской компанией и итальянской промышленной палатой (годовой оборот 8 миллиардов евро). Завод работает на импортном сырье. «Камаш-Каварна» насчитывает 85 работников, планируется увеличение до 120 человек.
«Калацерка-Каварна» является одной из крупнейших компаний в городе. Производит мебель и существует более 10 лет, показывая высокое качество как внутри страны так и за рубежом.
Ещё одна отрасль, которая обеспечивает занятость жителей Каварны — производство изделий из алюминиевого и ПВХ профилей. Тут представлены такие компании как: IVANEX, «Левинс-Левент Ахмедова», «Васкес» и другие. В производстве на этих предприятиях задействовано довольно много людей из трудоспособного населения города.
Порт города имеет лишь местное значение и зарегистрирован с кодом BG KVN. В восточной его части оборудована марина и пляж, западная же часть имеет небольшую пристань и прилегает к поселению рыбаков.

## Фото

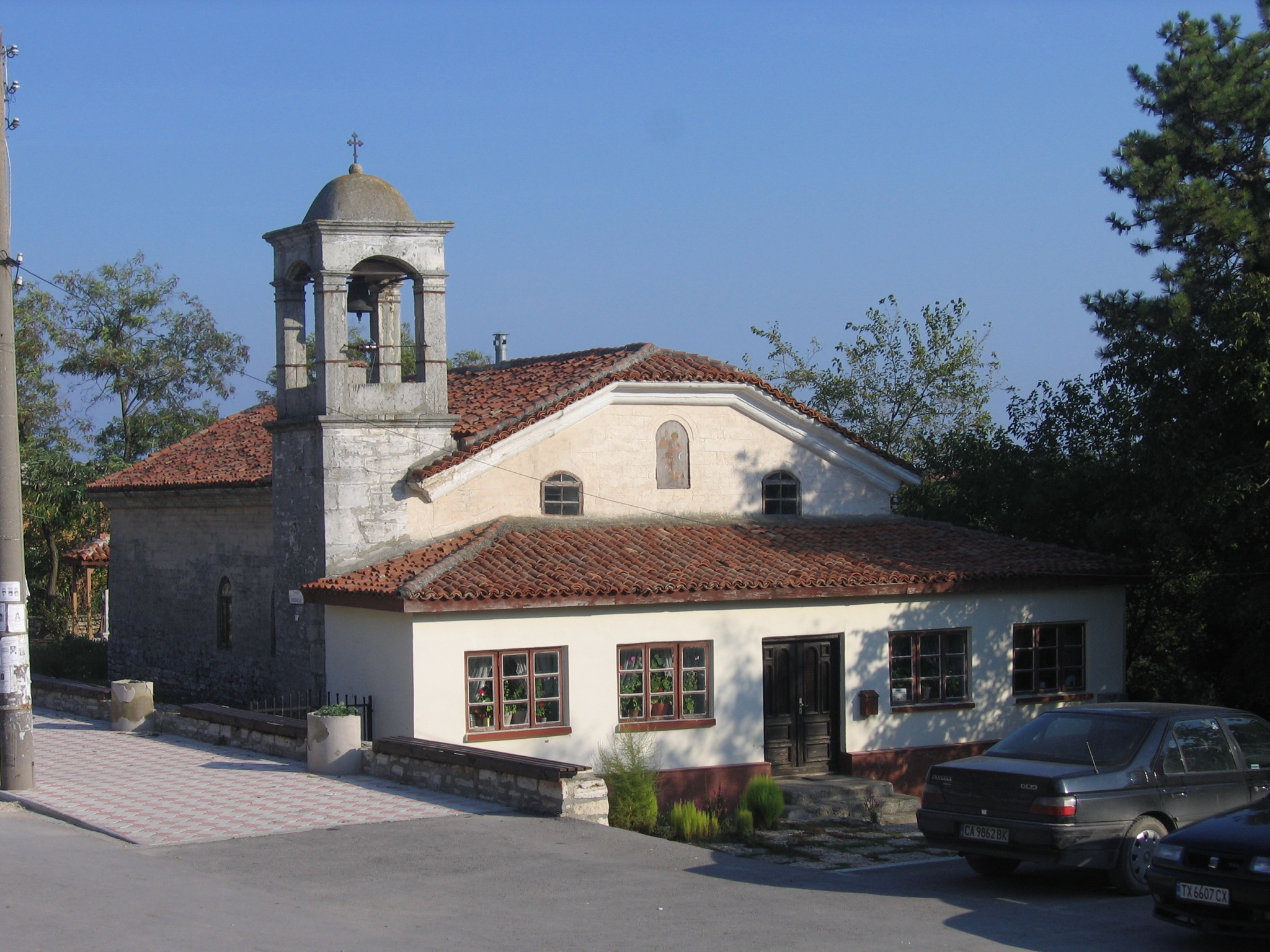
Церковь Святого Георгия в Каварне
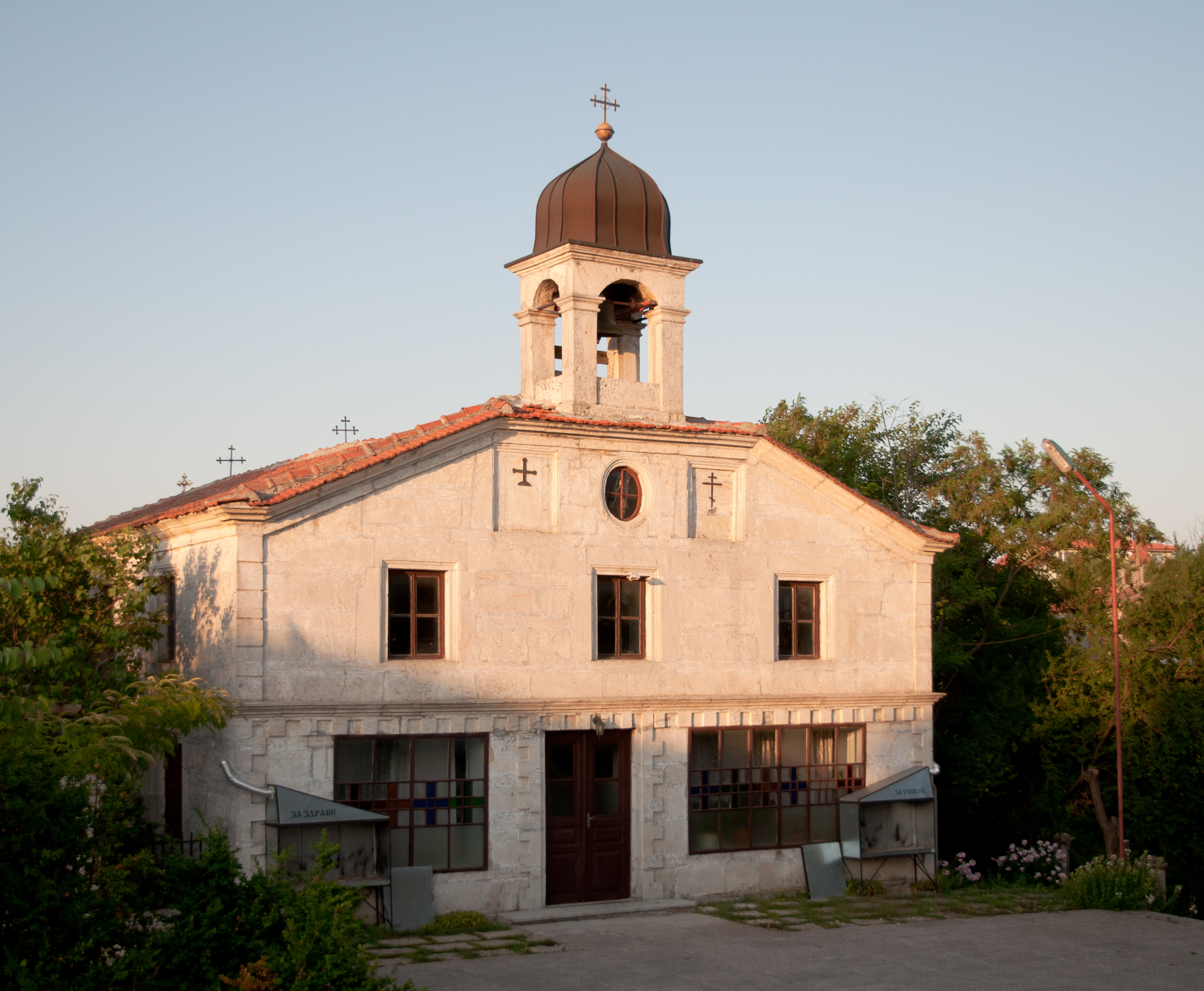
Церковь Святой Богородицы в Каварне
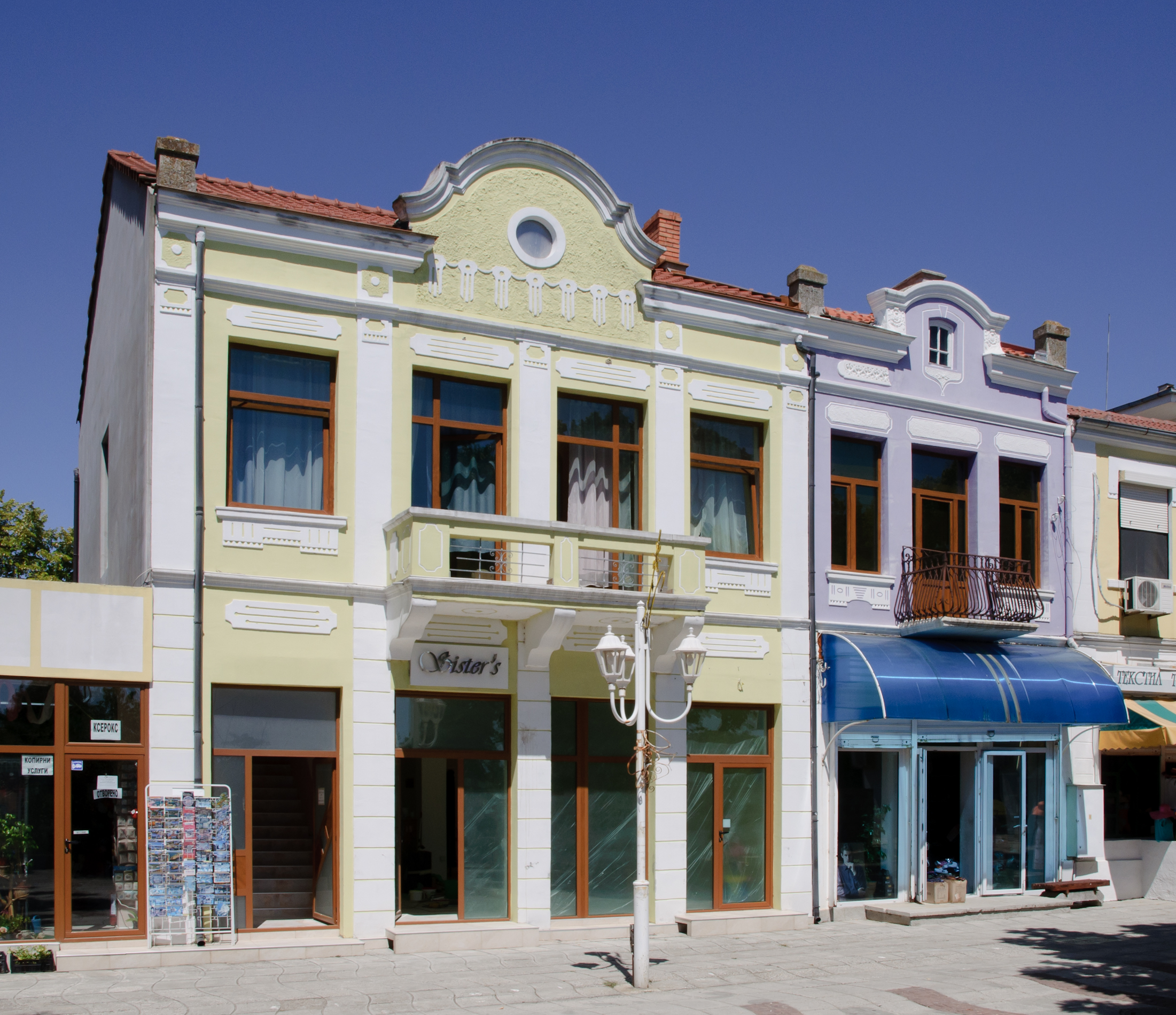
В центре Каварны
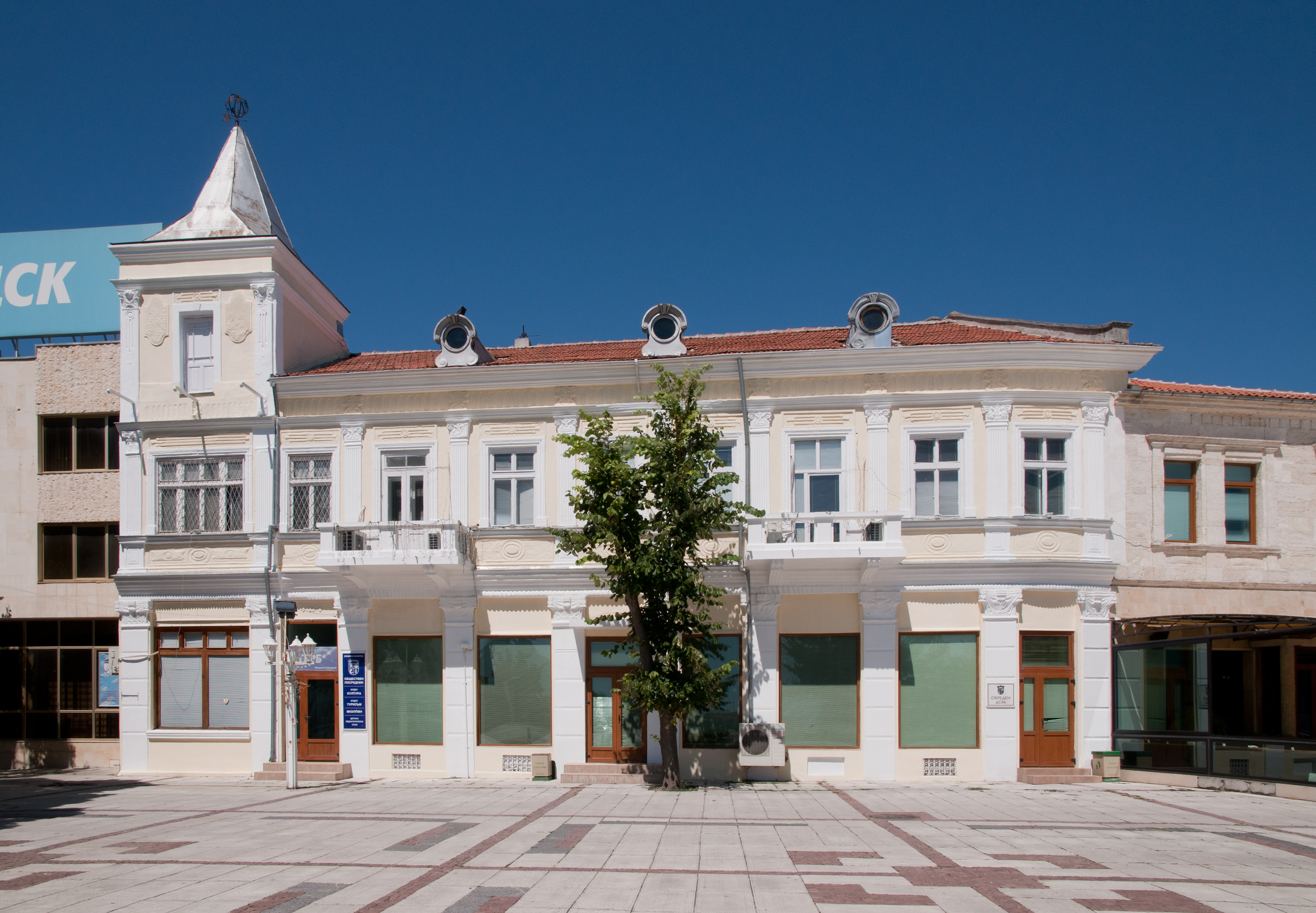
В центре Каварны
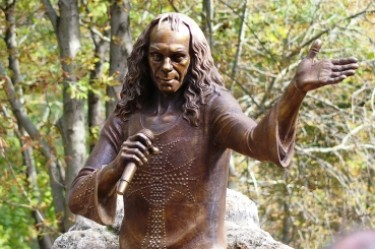
Памятник Ронни Дио в Каварне
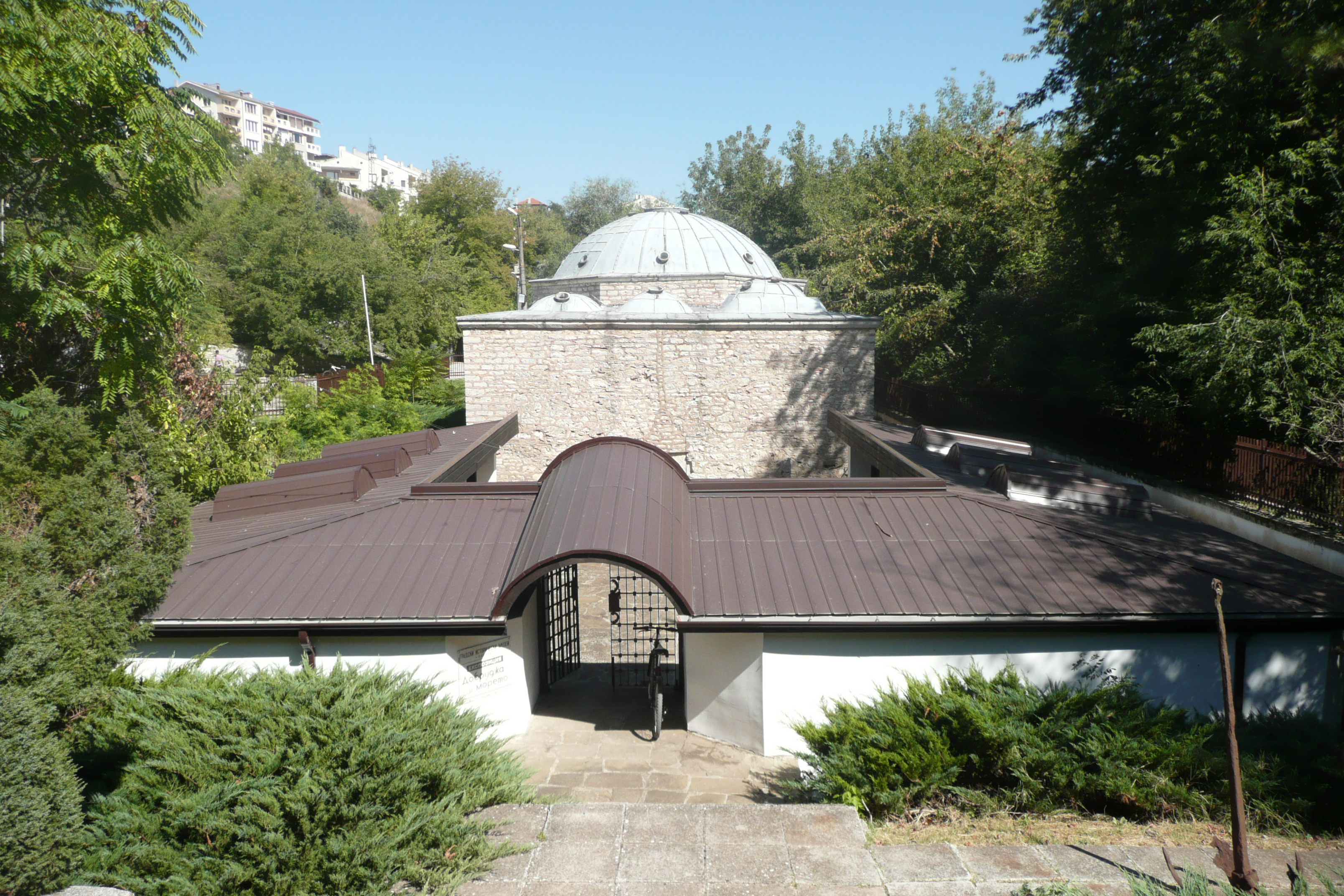
Музей Каварна

- Интерактивная карта